# Монтагју (Мичиген)
Монтагју (енгл. Montague) град је у америчкој савезној држави Мичиген. По попису становништва из 2010. у њему је живело 2.361 становника.

## Демографија
Према попису становништва из 2010. у граду је живело 2.361 становника, што је 46 (1,9%) становника мање него 2000. године.
| Група             | 2000.         | 2010.         |
| Белци             | 2.306 (95,8%) | 2.206 (93,4%) |
| Афроамериканци    | 9 (0,4%)      | 15 (0,6%)     |
| Азијати           | 6 (0,2%)      | 8 (0,3%)      |
| Хиспаноамериканци | 56 (2,3%)     | 81 (3,4%)     |
| Укупно            | 2.407         | 2.361         |